# Babar
Babar er en fiktiv elefant, der første gang optrådte i den franske børnebog L'Histoire de Babar (på dansk: Historien om Babar: Den lille elefant) af Jean de Brunhoff i 1931. Historien er baseret på en fortælling, som Brunhoffs kone fortalte til deres børn. Den handler om en ung elefant ved navn Babar, der forlader junglen for at besøge storbyen, hvorefter han tager civilisationens fordele tilbage til sine elefant-venner.
Jean de Brunhoff publicerede endnu seks historier før sin død i 1937. Hans søn Laurent de Brunhoff var ligeledes en talentfuld forfatter og tegner, og han fortsatte Babar-serien med 10 bøger fra 1948 til 1966.

## Tegnefilm om Babar
Babar er lavet i flere udgaver som tegnefilm og tegnefilmsserie, mest kendt er den fransk-canadiske tv-serie fra 1987-1989 (sæson 1-5) med en 6. sæson fra 2000.
Danske stemmer i tegnefilmsserien
- Jesper Klein – Babar
- Birthe Neumann – Celeste
- Klara Høybye – Pom
- Julie Lund – Flora
- Marie Ingerslev – Alexander
- Annie McKarlssen – Isabelle
- Henrik Kofoed – Safir
- Paul Hüttel – Cornelius
- Kirsten Rolffes – Den gamle dame